# Jess Liaudin
Jess Liaudin est un athlète et un acteur français de MMA. Il s'initie aux arts martiaux à l'âge de 8 ans par du karaté et avant de se tourner vers le kickboxing. À l'âge de 16 ans, il commence à participer à différentes compétitions de full-contacts. Il a fait plus de 84 combats amateurs et professionnels en MMA, Muay Thai, Kickboxing, Shootboxing japonais[réf. nécessaire]. Il a aussi évolué dans la prestigieuse organisation de MMA, l'UFC. en 2021 il a tourné le film One Shot avec Scott Adkins.
Un documentaire lui a été consacré (Joker, celui qu'on attend pas), réalisé par Paul Belêtre et Omar Bouhelal, diffusé sur Canal Jimmy.

## Palmarès
- Champion du monde des Welterweight Worlde - 10th Legion C F (2009)
- Shootboxing Japan "S-of the world vol 5" Gagnant (2003)
- European Cage Combat Middleweight Champion (2003)
- Knock Down Sport Budo International Champion (2001)
- European Brazilian Jiu Jitsu & Grappling Championship (Fr) Argent (2001)
- UK Open Sambo Tournament Silver (2001)
- Long beach - World no gi (2007) Médaille de bronze
- South East USA Kickboxing Champion (11/21/93)

## Biographie
Il a aussi évolué dans la prestigieuse organisation de MMA, l'UFC.
Un documentaire lui a été consacré (Joker, celui qu'on n'attend pas), réalisé par Paul Belêtre et Omar Bouhelal, diffusé sur Canal Jimmy.

## Filmographie
- 2015 : Antigang de Benjamin Rocher : un malfrat du garage
- 2015 : Night Fare de Julien Seri : le chauffeur de taxi
- 2017 : Submergence de Wim Wenders : Marcel
- 2021 : One Shot de James Nunn : Hakim Charef
- 2023 : Luther : Soleil déchu (Luther: The Fallen Sun) de Jamie Payne
- 2025 : Back in Action de Seth Gordon : Pascal

## Combats
| Record | Résultat | Adversaire         | Compétition                       | Date       | Round | Temps | Méthode                     | Lieu        |
| ------ | -------- | ------------------ | --------------------------------- | ---------- | ----- | ----- | --------------------------- | ----------- |
| 20-12  | Victoire | Juan Manuel Suarez | 10th Legion 9-Victorious          | 23/05/2012 | 2     | 4:51  | KO                          | Londres     |
| 19-12  | Victoire | Rafael Silva       | 10th Legion -Invasion of Warriors | 23/03/2011 | 3     | 5     | Décision unanime            | Londres     |
| 18-11  | Victoire | Manuel Garcia      | 100% Fight 2                      | 23/03/2010 | 1     | 0:30  | Soumission                  | Paris       |
| 17-11  | Victoire | Bernueng           | KMMA                              | 07/11/2009 | 1     | 1:30  | Soumission                  | Chine       |
| 16-11  | Victoire | Lee Doski          | ASF 4 - Revelation                | 18/04/2009 | 3     | 5     | Décision unanime            | Paris       |
| 15-11  | Victoire | Peter Irving       | 10th Legion The war machine       | 05/04/2009 | 1     | 4:06  | KO                          | Londres     |
| 14-11  | Défaite  | David Bielkheden   | UFC 89                            | 18/10/2008 | 3     | 5     | Décision unanime            | Birmingham  |
| 14-10  | Défaite  | Paul Taylor        | UFC 85                            | 07/06/2008 | 3     | 5     | Décision partagée           | Londres     |
| 14-9   | Défaite  | Marcus Davis       | UFC 80                            | 19/01/2008 | 1     | 1:04  | KO                          | Newcastel   |
| 14-8   | Victoire | Anthony Torres     | UFC 75                            | 08/09/2007 | 1     | 4:10  | KO                          | Londres     |
| 13-8   | Victoire | Dennis Siver       | UFC 70                            | 21/01/2007 | 1     | 1:21  | Soumission                  | Manchester  |
| 12-8   | Victoire | Ross Mason         | Cage Rage 19                      | 09/12/2006 | 1     | 2:55  | Soumission                  | Londres     |
| 11-8   | Victoire | Lee Doski          | Cage rage 2                       | 20/8/2006  | 2     | 5:00  | TKO                         | Londres     |
| 10-8   | Victoire | Paul Jenkins       | ZTFN 1                            | 19/02/2006 | 1     | 4:05  | KO                          | Londres     |
| 9-8    | Défaite  | Hidetaka Monma     | GCM - D.O.G. 3                    | 17/09/2005 | 1     | 2:14  | Soumission (Armbar)         | Tokyo       |
| 9-7    | Défaite  | Abdul Mohamed      | Cage Rage 11                      | 30/04/2005 | 1     | 5:00  | TKO (arrêt du médecin)      | Londres     |
| 9-6    | Victoire | Mike Tomlinson     | SFFC - Shoot Fighting FC          | 17/04/2005 | 1     | 0:13  | Soumission (Ankle Lock)     | Angleterre  |
| 8-6    | Victoire | Andy Walker        | P & G - CLASH IN CONSETT 4        | 02/04/2005 | 1     | 2:09  | Soumission (Heel Hook)      | Angleterre  |
| 7-6    | Défaite  | Paul Daley         | CAGE RAGE 9                       | 27/11/2004 | 1     | 5:00  | TKO (arrêt du médecin)      | Londres     |
| 7-5    | Défaite  | Matt Ewin          | CAGE RAGE 7                       | 10/07/2004 | 2     | 3:42  | TKO (arrêt du médecin)      | Londres     |
| 7-4    | Défaite  | Shonie Carter      | CW 4 - Cage Wars                  | 30/05/2004 | 3     | 5:00  | Décision (unanime)          | Belfast     |
| 7-3    | Défaite  | Paul Taylor        | CR 2 - Cage Rage 2                | 22/02/2003 | 3     | 5:00  | Décision (unanime)          | Londres     |
| 7-2    | Victoire | Shain Tovell       | UZI 1 - Cage Combat Evolution     | 30/11/2002 | 1     |       | Soumission (Heel hook)      | Angleterre  |
| 6-2    | Défaite  | Joey Guel          | KOTC 15 - Bad Intentions          | 22/06/2002 | 1     | 2:31  | TKO (Punches)               | San Jacinto |
| 6-1    | Défaite  | Marcos da Silva    | CW 2 - Cage Wars 2                | 15/05/2002 | 1     | 5:00  | TKO (arrêt du médecin)      | Londres     |
| 6-0    | Victoire | Paul Sweeney       | VTFC - Vale Tudo FC               | 25/11/2001 | 2     |       | Soumission (Punches)        | Angleterre  |
| 5-0    | Victoire | Rob Miller         | UKMMAC 1 - Sudden Impact          | 11/11/2001 |       |       | Soumission (Triangle Choke) | Angleterre  |
| 4-0    | Victoire | Dave Ives          | KSBO - International              | 17/06/2001 | 1     |       | Soumission (Toe hold)       | Nottingham  |
| 3-0    | Victoire | Guy Stainthorp     | KSBO - International              | 17/06/2001 | 1     |       | Soumission (Triangle Choke) | Nottingham  |
| 2-0    | Victoire | Chris Collins      | HC - Hasdell Competition          | 09/06/2001 | 1     | 0:58  | Soumission (Armlock)        | Angleterre  |
| 1-0    | Victoire | Moise Rimbon       | Pancrase - Pancrase UK            | 25/11/2000 |       |       | Décision                    | Londres     |

Source : Sherdog